# Bala Bahmanli
Bala Bahmanli est un village de la région de Fizouli en Azerbaïdjan.

## Population
Selon les statistiques de 2009, la population du village est de 2720 personnes.

## Économie
La principale occupation de la population du village est l'agriculture et l'élevage.

## Culture
Il y a un musée d'histoire et de géographie, l'hôpital de district de Fizouli, l'hôpital du village de Bala Bahmanli, l'hôpital ophtalmologique du district de Fizouli, un poste médical d'urgence, la municipalité du village de Bala Bahmanli, le réseau téléphonique du village de Bala Bahmanli, une école secondaire, une centrale hydroélectrique actuellement en construction, une pharmacie, le centre culturel du village de Bala Bahmanli dans le village.